# اندی گروننفلدر
اندی گروننفلدر (انگلیسی: Andi Grünenfelder; ۷ سپتامبر ۱۹۶۰ ) اسکی‌باز صحرانوردی اهل سوئیس است.